# Bilenke (Odesa)
Bilen'ke  (ucraniano: Біленьке) es una localidad del Raión de Bilhorod-Dnistrovskyi en el Óblast de Odesa de Ucrania. Según el censo de 2001, tiene una población de 1268 habitantes.